# Ashby St Mary
Ashby St Mary is een civil parish in het Engelse graafschap Norfolk met 316 inwoners.
Ashby St Mary werd reeds vermeld in het Domesday Book van 1086. Indertijd telde men er een relatief grote bevolking van 29 huishoudens. Het had desondanks een schamele belastingopbrengst van 0,9 geldum.
De plaats heeft vier vermeldingen op de Britse monumentenlijst. Daaronder bevindt zich de aan de Maagd Maria gewijde dorpskerk, waarvan de oudste delen uit de twaalfde eeuw stammen.